# Reconocimiento legal
El reconocimiento legal  o reconocimiento jurídico de algún estado o hecho en una jurisdicción es el reconocimiento formal del mismo como verdadero, válido, legal, o digno de consideración y puede implicar la aprobación o la concesión de derechos.
Por ejemplo, una nación o territorio puede requerir de una persona que tenga una cualificación profesional para ejercer una ocupación, como la medicina. Si bien cualquier establecimiento puede conceder una cualificación, sólo las cualificaciones reconocidas por los establecimientos reconocidos confieren el derecho a practicar la ocupación restringida. Las cualificaciones de otra jurisdicción pueden o no pueden ser reconocidas. De esta manera, el Estado controla y regula el acceso; por ejemplo, los médicos de competencia desconocida no pueden ejercer.
Otro ejemplo es que cualquier persona puede someterse a una forma de matrimonio con cualquiera o de cualquier manera y reclamar que está casada. Sin embargo, un matrimonio que se reconoce ofrece al participante ciertos derechos y obligaciones, por ejemplo, la posible reducción de los impuestos a pagar, la obligación de no abandonar al cónyuge, etc Una persona que dice estar casada con, digamos, un caballo, no tiene derechos, ni obligaciones, y está sujeta a sanciones legales por cualquier intento de poner en práctica lo que serían derechos conyugales. A principios del siglo XXI se produjo una gran controversia sobre el reconocimiento del matrimonio igualitario.
El reconocimiento legal varía entre jurisdicciones. Una persona puede ser reconocida como un médico, haberse casado y divorciado, en una jurisdicción; mudarse a otra jurisdicción y que alguna o todas estas cuestiones no le sean reconocidas. La nueva jurisdicción, aunque no reconozca la cualificación médica como tal, puede permitirle  que sea utilizada para acceder a un curso corto de calificación que conduzca a un título reconocido o puede no tenerla en cuenta de ninguna forma.
El reconocimiento diplomático es un concepto similar, mediante el cual un Estado reconoce la existencia como una entidad de otro.